# كارلوس جيفارا
كارلوس جيفارا (بالإسبانية: Carlos Guevara)‏ (3 أبريل 1930 بمدينة بويبلا في المكسيك - ) هو لاعب كرة قدم مكسيكي في مركز الوسط، شارك في كأس العالم 1950. وشارك مع منتخب المكسيك لكرة القدم. أما مع النوادي، فقد لعب مع نادي بويبلا وAsturias F.C. ‏.

## وصلات خارجية
- كارلوس جيفارا على موقع الاتحاد الدولي (مؤرشف)  (الإنجليزية)
- كارلوس جيفارا على موقع قاعدة بيانات كرة القدم.إي يو (الإنجليزية)
- كارلوس جيفارا على موقع Soccerway.com (الإنجليزية)
- كارلوس جيفارا على موقع عالم كرة القدم.نت (الإنجليزية)